# Story of Wine
Story of Wine (스토리오브와인, Seutori obu wain) è un film del 2008 scritto e diretto da Lee Cheol-ha.

## Trama
Alla festa del primo anniversario del wine bar Story of Wine, Min-sung crea una carta dei vini esclusiva in cui ogni bottiglia è accoppiata con una storia che rappresenta le qualità di quel particolare vino.